# 广鹿岛镇
广鹿岛镇，是中华人民共和国辽宁省大連市长海县下辖的一个乡镇级行政单位。

## 行政区划
广鹿岛镇下辖以下地区：
柳条村、沙尖村、塘洼村、瓜皮村和格仙村。